# خوان ایگناسیو بریون
خوان ایگناسیو بریون (انگلیسی: Juan Ignacio Briones؛ زادهٔ ۱۶ ژانویهٔ ۱۹۸۶) بازیکن فوتبال اهل آرژانتین است.
از باشگاه‌هایی که در آن بازی کرده‌است می‌توان به باشگاه فوتبال دیوری ای‌تی‌او اشاره کرد.